# Dresden (film)
Dresden är en tysk TV-film från 2006 i regi av Roland Suso Richter, med Felicitas Woll, John Light, Benjamin Sadler och Heiner Lauterbach i rollerna.

## Handling
Den brittiske bombpiloten Robert (John Light) blir efter en bombräd nedskjuten över Dresden. Han såras svårt men lyckas ta sig in till staden. Där gömmer han sig i sjukhuset, men upptäcks snart av sjuksköterskan Anna (Felicitas Woll). Deras möte väcker någonting inom Anna, och när Gestapo söker igenom sjukhuset efter spioner, kan inte hon förmå sig att ange Robert. Under tiden planerar de allierade att bomba staden. När flyglarmet går och staden förvandlas till ett brinnande inferno, försöker Anna och Robert att fly från de fallande bomberna.

## Rollista
| Felicitas Woll     | – Anna Mauth                  |
| John Light         | – Robert Newman               |
| Benjamin Sadler    | – Alexander Wenninger         |
| Heiner Lauterbach  | – Carl Mauth                  |
| Katharina Meinecke | – Magda Mauth                 |
| Marie Bäumer       | – Maria Goldberg              |
| Kai Wiesinger      | – Simon Goldberg              |
| Wolfgang Stumph    | – Pfarrer                     |
| Jürgen Heinrich    | – Gauleiter Martin Mutschmann |
| Susanne Bormann    | – Eva Mauth                   |
| Paul Ready         | – William                     |